# Galleria at Sunset

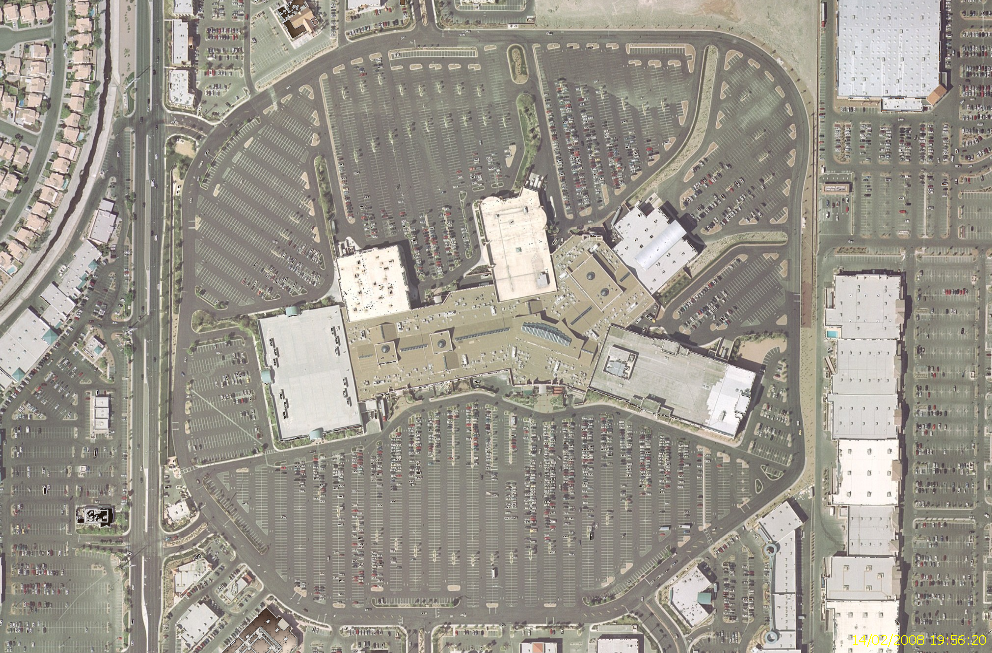
Mirada cenital del centro comercial

Galleria at Sunset en Henderson, Nevada, (informalmente llamado como Galleria) es el único centro comercial techado en Henderson y uno de los centros comerciales más grandes de Nevada. Está localizado en 1300 West Sunset Road cerca de la Interestatal 515, a través de casinos locales y el hotel Sunset Station.

## Descripción
Galleria at Sunset es uno de los tres centros comerciales outlet en el Valle de Las Vegas lejos del Strip. Es propiedad y operado por Forest City Enterprises.
La forma del centro comercial es de una "Y" y tiene un total de 1,051,000 ft² de espacio comercial. La decoración es suroccidental y de elementos arquitectónicos, como las fuentes en el interior, que han ganado elogios; Frommer's lo describe como uno de los centros comerciales del Valle de Las Vegas  "estéticamente más agradable".
El centro comercial tiene 133 tiendas, incluyendo a 5 anclas, y un concesionario de autos, la oficina de relaciones de la comunidad del Departamento de Policía de Henderson y dos restaurantes al igual que 14 restaurantes de comida rápida en el food court.

## Historia
Galleria abrió el 28 de febrero de 1996. El desarrollador del centro comercial, Forest City Enterprises, que abrió el centro comercial con más del 85% de espacio comercial rentado, lo que lo convirtió en el centro comercial más exitoso del que haya desarrollado.
El 11 de octubre de 2002, el centro comercial abrió una nueva expansión de 121,000 ft² en la esquina noreste agregando una nueva ancla (ahora ocupado por Dick's Sporting Goods) al igual que otras tiendas.
Se planea una nueva expansión para el 2008 y podría coincidir con la nueva rampa que se construirá en la Interestatal 515 específicamente para el centro comercial.

## Tiendas anclas
- Dillard's
- Dick's Sporting Goods
- Macy's/Robinsons-May
- JCPenney
- Mervyns

## Lista de tiendas
| - 702 Rideshop - Abercrombie & Fitch - Aéropostale - Alltel - American Eagle Outfitters - American Greetings - Anchor Blue - Artful Home - Auntie Anne's - B. Dalton Bookseller - Bath & Body Works - bebe - Ben Bridge Jeweler - Body Shop - Build-A-Bear Workshop - C & C Market Research - Cache - Call First Car Wash - Champs Sporting Goods - Charlotte Russe - Chevy's - Children's Place - Cingular Wireless - Cinnabon - Claire's Boutique - Coach - Crescent Jewelers - Dairy Queen - Dell Direct Store - d.e.m.o. - Diamond Wireless - Dick's Sporting Goods - Dillard’s - Dippin Dots - Easy Spirit - Electronics Boutique - Everything But The Kitchen Sink - Express Men - Express World Brand - Famous Footwear - Fanzz - Fashion Day Spa - Fashion Q - Fast Fix Jewelry and Watch Repair | - Findlay Automotive - Finish Line - Footlocker - Forever 21 - Fred Meyers Jewelers - Front Row Sports - Gap - GapKids/BabyGap - GNC Live Well - Gordon's Jewelers - Great American Cookie Company - The Great Steak & Fry Company - Gymboree - Hawaiian Barbecue - Henderson P.D. Community Relations - Hollister Co. - Hot Cats - Hot Dog On A Stick - Hot Topic - Icing by Claire's - In-Home Accents - Industrial Rideshop - Island Creations - JC Penney - Journeys - Journeys Kidz - Justice - Kay Jewelers - Kiddie Kandids - Kirkland's - Kyklos Greek Café - Lady Foot Locker - Lane Bryant - Leather Zone - LensCrafters - Limited Too - Love Sac - M.J. Christensen Jewelers - Macy's - MasterCuts - McDonald's - MED SPA - PURE - Mervyn's - Motherhood Maternity - Nail Trix | - New York & Company - No Fear - Pacific Sunwear (PacSun) - Panda Express - Payless ShoeSource - Picture People - Piercing Pagoda - Quzino's Classic Subs - Radio Shack - Red Robin - Regis Hairstylists - Robert Wayne Shoes - Sam Goody - Sanrio - Sbarro Italian Eatery - See's Candies - Select Comfort - The Sharper Image - Sheikh Shoes - Silver & Gold Connection - Spencer Gifts - Starbucks - Street Corner News - Suncoast Motion Picture Company - Sunglass Hut - Sweet Factory - T-Mobile - Things Remembered - Tilly's - Tower of Jewels - Trade Secret - Two Lips Shoes - Ultra Diamonds - Verizon Wireless - Victoria's Secret - Victoria's Secret Beauty - Vitamin World - Wet Seal - Whitehall Jewellers - Wilsons Leather - Windsor - Zales - Zumiez |